# Legend of Legaia
Legend of Legaia ist ein Adventure-Rollenspiel entwickelt von Prokion und veröffentlicht von Sony Computer Entertainment für die Konsole PlayStation. Es erschien im Oktober 1998 in Japan, im März 1999 in Nordamerika und im Mai 2000 in Europa.
Das Unternehmen Contrail kümmerte sich um die Produktion des Spiels.
Der Nachfolger Legaia 2: Duel Saga erschien für die PlayStation 2.

## Spielmechanik
Das Spiel verfügt über ein rundenbasiertes Kampfsystem. Statt eines einfachen „Angriff“-Kommandos gibt der Spieler eine Sequenz an Angriffen ein („Hoch“, „Tief“, „Links“, „Rechts“), die der Charakter dann ausführt. Dabei kombinieren sich bestimmte Sequenzen zu Spezialangriffen, die Künste genannt werden — die Sequenz „Hoch, Tief, Hoch“ lässt den Protagonisten namens Vahn einen Salto ausführen. Teile von Sequenzen können miteinander verkettet werden, um mehrere Künste in einer Runde auszuführen. Das Ausführen von Künsten kostet Künstepunkte, genannt „KP“. Schaden zu nehmen und normale Angriffe auszuführen regeneriert KP wieder. Außerdem können die Charaktere für MP sogenannte „Seru“ herbeirufen, die dem Sprechen von Zaubern gleichkommen, Objekte benutzen oder das Kommando „Zauberkraft“ ausführen, das KP regeneriert, die Verteidigungswerte erhöht und in der nächsten Runde die Eingabe einer längeren Sequenz erlaubt.

## Handlung
Die Handlung findet in einer Fantasy-Welt statt, in der die Menschheit Seite and Seite mit magischen Kreaturen, Seru genannt, leben, wobei die Seru die Menschen mit ihren übernatürlichen Kräften unterstützen.
Als jedoch der mysteriöse Nebel auftauchte, sind die Seru wild und aggressiv geworden, was den Zusammenbruch der menschlichen Zivilisation herbeiführte.
Protagonist Vahn ist ein junger Jäger im Dorf Rim Elm, welches durch eine hohe Mauer vor dem Nebel und den darin lebenden Seru geschützt ist.
Eines Nachts erscheint ein riesiger Seru namens Juggernaut, der ein Loch in die Mauer reißt und mit dem Nebel die befallenen Seru in das Dorf lässt.
Als Vahn die überraschten Dorfbewohner retten will, kommt er beim Genesis-Baum im Dorfzentrum vorbei, wo der Nebel sich fernhält und Vahn einem besonderen Seru, einen Ra-Seru namens Meta, begegnet, der sowohl intelligent als auch fähig zum Binden an einen Menschen ist.
Mit Hilfe der Gebete der Dorfbewohner beleben Vahn und der an seinen Unterarm gebundene Meta den Genesis-Baum wieder, was den Nebel und damit auch die feindseligen Seru aus dem Dorf und dessen Umland vertreibt.
Mit dieser ungekannten Macht begibt Vahn sich auf eine Reise durch die Welt, um die Genesis-Bäume wiederzubeleben und den Nebel zu vertreiben.
Auf dem Weg freundet sich Vahn mit Noa, einem Höhlenmädchen, das von einem Ra-Seru, der sich an eine Wölfin gebunden hatte, aufgezogen wurde. Später treffen die beiden noch auf Gala, einen Biron-Mönch, der bei einem toten Genesis-Baum ein Ra-Seru-Ei erhält und dieses bei einem wiederbelebten Baum ausbrütet, woraufhin sich der geschlüpfte Ra-Seru an Gala bindet.
Das Trio zerstört den Nebelgenerator auf ihrem Kontinent und reist weiter zum nächsten, wo die drei die Genesis-Bäume wiederbeleben, den Nebelgenerator samt dessen Verteidiger zerstören und auf Juggernauts Burg stoßen. Dort stellt sich heraus, dass der Nebel mit Ra-Seru hergestellt wird, was der Grund ist, dass Ra-Seru immun gegen die Wirkung des Nebels sind.
Die drei Helden erreichen den letzten Kontinent und begegnen dort mehreren Nebelgeneratoren und Prinz Cort, Noas Bruder. Nachdem die Nebelgeneratoren zerstört und Cort besiegt ist, kehren sie nach Rim Elm, Vahns Heimatdorf, zurück, wo Cort sich mit Juggernaut fusioniert hat und droht, jeden zu töten und das Dorf zu vernichten.
Das Heldentrio erfährt, dass Galas Rivale Songi in das Land der Ra-Seru gereist ist und dort versucht den Genesis-Mutterbaum zu absorbieren und in der Folge zu töten. Es gelingt den drei zwar Songi zu besiegen, jedoch konnten sie den Genesis-Mutterbaum nicht retten und wenn der stirbt, sterben alle Seru.
Die Helden kehren zurück nach Rim Elm und besiegen die Kombination aus Cort und Juggernaut.
Nach Corts Niederlage verabschieden sich die Ra-Seru und sterben mit den Seru, die Menschen sich selbst überlassend.

## Rezeption
Das Spiel stieß auf Wohlwollen bei GameRankings.
Die Zeitschrift Next Generation schrieb, “if you can deal with the trite, hackneyed story, the new fighting engine makes this worth checking out.” (deutsch: „wenn man mit der fürchterlich abgedroschenen Handlung umgehen kann, macht die neue Kampf-Engine es einen Blick wert.“)
Famitsu bewertete es mit 27 von 40.
Vom Spiel verkauften sich bis Januar 2002 etwa 300.000 Einheiten.
Während des Interactive Achievement Awards nominierte die Academy of Interactive Arts & Sciences Legend of Legaia für „Adventure/Rollenspiel Konsolenspiel des Jahres“.